# American Women’s Voluntary Services

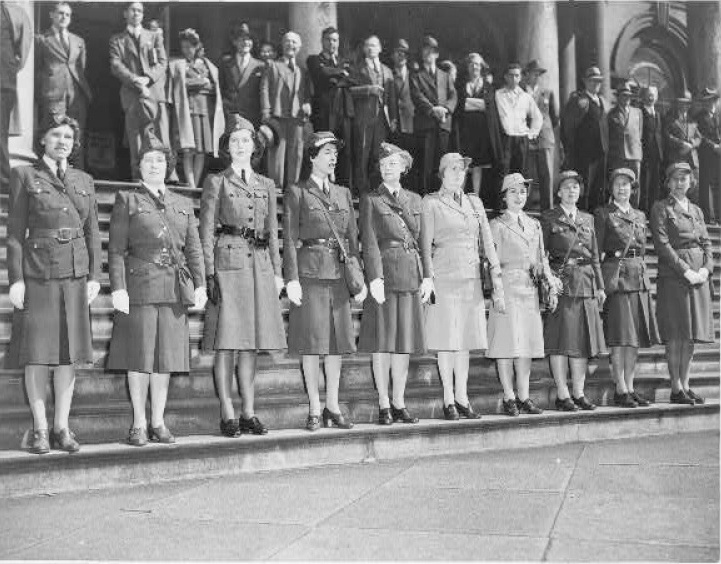
Angehörige der AWVS in Uniform

Die American Women’s Voluntary Services oder AWVS waren ein freiwilliger Kriegshilfsdienst, in dem US-amerikanische Frauen eingesetzt wurden.
Er wurde 1940 in Ohio von Alice Throckmorton (* 8. März 1886 New York City; † 25. Oktober 1968 in Baltimore) gegründet. Beim Aufbau orientierte sich Throckmorton an den Women’s Voluntary Services in Großbritannien. Es wurden Frauen auch in Berufen ausgebildet, welche ihnen in Friedenszeiten durch das Patriarchat verschlossen waren. Frauen wurden als Mechanikerinnen, Pflegerinnen, First Responder und Zivilschutzhelferinnen ausgebildet.
Sie wurden zusammen mit dem Rotkreuzverein der USA eingesetzt. Sie organisierten Babysitter für Rüstungsarbeiterinnen, arbeiteten an Feldkochherden und fuhren Krankentransportwagen aus dem Militärfahrzeugpark.
- Mitgliederentwicklung:
- 6. Dezember 1941 ~18.000
- 1942 ~ 0,35 Mio.
- 1945 ~ 0,325 Mio.[1]

Im Februar 1945 wurde Leitung der AWVS von der Historikerin Elizabeth Bancroft Schlesinger (1886–1977) übernommen. Ab 1947 wurde die Organisation vom Komitee für unamerikanische Umtriebe zertifiziert und existierte bis 1968.